# Wojciech Kamiński (trener koszykarski)
Wojciech Kamiński (ur. 27 lutego 1974) – polski koszykarz, występujący na pozycji obrońcy, po zakończeniu kariery zawodniczej trener koszykarski.
W latach 2012–2018 był trenerem Rosy Radom. 17 lipca 2018 podpisał umowę z BM Slam Stalą Ostrów Wielkopolski.
23 lutego 2020 został trenerem Legii Warszawa.

## Osiągnięcia
Drużynowe
- Wicemistrz Polski (2016)[4]
- 2-krotny brązowy medalista mistrzostw Polski (2004, 2005)[5]
- Zdobywca Pucharu Polski (2016, 2019)
- Zdobywca Superpucharu Polski (2016)[6]
- Finalista:
  - Superpucharu Polski (2015)[7]
  - Pucharu Polski (2015)
- Uczestnik rozgrywek FIBA:
  - Europe League (2003/04)
  - Europe Cup (2015/2016)
  - Basketball Champions League (2016/2017, 2017/2018)

Indywidualne
- Najlepszy Trener PLK (2014, 2015)[8][9]